# Boma
Boma är en hamnstad i provinsen Kongo-Central i Kongo-Kinshasa, på norra stranden av Kongoflodens mynning, cirka 90 km från dess utlopp i Atlanten. Staden har omkring 460 000 invånare (2015). Floden är vid Boma segelbar för även de största fartygen, och staden är utskeppningshamn för olika exportprodukter, som bananer, kakao, palmprodukter och timmer. Tidigare var Boma även en viktig centralpunkt för slavhandeln.
Boma har varit en europeisk handelsstation sedan 1700-talet, och var huvudstad i Kongostaten (från och med 1908 Belgiska Kongo) under åren 1886–1923, varefter huvudstadsfunktionerna under sex års tid flyttades till Léopoldville, nuvarande Kinshasa. Staden var även huvudstad i distriktet Boma i Kongostaten. Det var hit Henry Morton Stanley anlände 1877 efter att som andre europé någonsin (efter Verney Lovett Cameron) ha färdats tvärs över den afrikanska kontinenten.
Den finlandssvenska författaren Wava Stürmer är född i Boma.